# Torpè
Torpè (sardinski: Torpè) je grad i općina (comune) u pokrajini Nuoru u regiji Sardiniji, Italija. Nalazi se na nadmorskoj visini od 24 metra i ima 2 869 stanovnika.
 Prostire se na 91,5 km². Gustoća naseljenosti je 31 st/km².
Susjedne općine su: Budoni, Lodè, Padru, Posada, San Teodoro i Siniscola.